# Scène post-générique
Une scène post-générique ou scène post-crédits est une courte séquence qui apparaît après le générique de fin d'un film. Quand elle est située entre deux parties de ce générique, on parle de scène inter-générique

## Histoire
Le premier film connu pour avoir une scène post-générique est le film Matt Helm, agent très spécial, sorti en 1966, qui montre le personnage principal, Matt Helm (interprété par Dean Martin), accompagné d'un groupe de belles femmes, avec la légende « Matt Helm reviendra ».
En 1979, le film Les Muppets : Ça c'est du cinéma ! de James Frawley utilise un procédé de récits enchâssés dans lequel les personnages eux-mêmes regardent le film se dérouler dans une salle de cinéma. Pendant le générique, les Muppets se lèvent de leur siège, parlent entre eux et plaisantent (incitant ainsi le vrai public à rester pour voir ce qui se passe ensuite). Dans le dernier moment après le générique, Animal crie au public « Go Home! » avant de soupirer « buh-bye » et de s'évanouir d'épuisement.
L'utilisation de telles scènes a gagné en popularité et elle a été le début d'une tradition qui s'est poursuivie dans de nombreux autres films. En 1980, Y a-t-il un pilote dans l'avion ? se termine par un rappel d'un passager de taxi abandonné qui n'était pas un personnage principal. Les films Muppet amorcent également une tendance à utiliser de telles scènes pour briser le quatrième mur, même si la majeure partie du reste du film l'avait conservé intact. Ces scènes sont souvent utilisées comme une forme de métafiction, les personnages montrant qu'ils sont conscients d'être à la fin du film et demandant parfois directement au public de quitter la salle. Parmi les films utilisant cette technique, La Folle Journée de Ferris Bueller (dans lequel le personnage principal brise fréquemment le quatrième mur pendant le film) et Les Maîtres de l'Univers la tête de Skeletor émerge de l'eau au fond de la fosse, en disant « I'll be back! », annonçant un second film qui ne sera jamais tourné par suite de l'échec commercial du premier.
L'univers cinématographique Marvel en a fait une de ses marques de fabrique dès le premier film, Iron Man. Dans cette saga, les scènes post-générique participent à tisser des liens des films entre eux.
Les scènes post-génériques permettent également d'annoncer une suite au film, même si elles ne seront pas concrétisées,.

## Exemples de films ayant une ou plusieurs scène post-générique, inter-générique ou intra-générique
- 15 ans et demi
- À toute épreuve
- American Pie 4
- Ant-Man
- Ant-Man et la Guêpe
- Ant-Man et la Guêpe : Quantumania
- Aquaman
- Aquaman et le Royaume perdu
- Astérix & Obélix : Mission Cléopâtre
- Avengers
- Avengers : L'Ère d'Ultron
- Avengers: Infinity War
- Baby Boss
- Battleship
- Belle Fille
- Bienvenue à Zombieland
- Black Adam
- Black Panther
- Black Panther: Wakanda Forever
- Black Widow
- Brice de Nice : plusieurs petites scènes avec différents personnages. Marius et son coupe-ongle, Brice qui imite Robert De Niro.
- Budapest
- Bullet Train
- Buzz l'Éclair
- Captain America: First Avenger : Steve Rogers s’entraîne en pleine nuit. Nick Fury lui rend visite et lui assigne une mission : sauver le monde. S'ensuit une courte bande-annonce pour le film Avengers.
- Captain America : Le Soldat de l'hiver : en milieu de générique : le Baron Strucker montre comment il a utilisé le sceptre de Loki pour créer des êtres aux pouvoirs spéciaux. En fin de générique : Bucky, toujours vivant, lit son histoire au National Air and Space Museum.
- Captain America: Civil War : en milieu de générique : Rogers et Barnes sont dans un laboratoire ultramoderne du Wakanda. Bucky décide de retourner en sommeil cryogénique le temps d'être déconditionné et libre. En fin de générique : Peter Parker, dans sa chambre a le visage encore contusionné de son affrontement en Allemagne avec l'équipe de Rogers. Il examine le lance-toile de son costume créé par Tony Stark et déclenche l'interface holographique.
- Captain Marvel
- C'est pas moi : la marionette d'Annette rejoue la course de Denis Lavant sur la musique de Modern Love dans Mauvais Sang
- Ce que veulent les hommes
- Corrective Measures : Mutants surpuissants
- Coupez !
- Daredevil
- Deadpool 2
- Deadpool et Wolverine
- Délicieux
- Django Unchained
- Doctor Strange
- Doctor Strange in the Multiverse of Madness
- Fast and Furious
- Fast and Furious 5 : l'agent Hobbs apprend que Letty Ortiz (présumée morte depuis Fast and Furious 4) serait encore en vie.
- Fast and Furious 6 : retour sur la mort de Han (dans Fast and Furious: Tokyo Drift), où l'on voit en plus le conducteur de la Mercedes qui cause l'accident : c'est Jason Statham, qui téléphone à Dom juste après.
- Fast and Furious 9
- Fast and Furious 10
- Fast and Furious: Hobbs and Shaw
- Furtif
- Game Night
- Garde alternée
- Godzilla 2 : Roi des monstres
- Green Lantern
- Harry Potter et la chambre des secrets : La photo (animée) d'un Gilderoy Lockart amnésique sur son dernier livre intitulé Qui suis-je ?, à vendre dans un magasin du Chemin de Traverse.
- Hellboy
- Il était une fois, une fois
- Iron Man
- Iron Man 2
- Iron Man 3
- John Wick : Chapitre 4
- Jurassic World: Fallen Kingdom
- Just Married (ou presque)
- Justice League
- Kaamelott : Premier Volet
- Kiki la petite sorcière
- King Guillaume
- L'Agence tous risques
- L'Apprenti sorcier
- L'Arme fatale 3 : Comique de répétition sur le thème de l'« explosion d'un immeuble ».
- L'Armée des morts
- L'Extraordinaire Mr. Rogers
- L'Illusionniste
- L'Origine du monde
- La Cité de la peur : scène sur le thème de « et pendant ce temps à Veracruz ».
- La Guerre des miss
- La Planète des singes : Les Origines
- Le Monde secret des Emojis
- Le Secret de la cité perdue
- Le Secret de la pyramide
- Le Voyage du Docteur Dolittle
- Les Éternels
- Les Gardiens de la Galaxie
- Les Gardiens de la Galaxie Vol. 2
- Les Gardiens de la Galaxie Vol. 3
- Les Looney Tunes passent à l'action : morceau de poursuite entre Daffy et des brutes toons dans un casino.
- Les Minions 2 : Il était une fois Gru
- Les Quatre Fantastiques et le Surfer d'argent
- Les Trois Frères : les trois frères continuent la discussion qui lançait le générique de fin, et tirent au sort le cœur de la belle Marie.
- Les Trois Frères : Le Retour
- Louise-Michel : Albert Dupontel dans le rôle d'un tueur serbe psychopathe, pour remplacer Michel (Bouli Lanners).
- Mastemah
- Minuscule 2 : Les Mandibules du bout du monde
- Miss Fisher et le Tombeau des larmes
- Monster Hunter
- Morbius
- Ninja Turtles: Teenage Years
- One Piece Film: Red
- Operation Fortune: Ruse de guerre
- Pacific Rim
- Planète 51
- Pirates des Caraïbes : Jusqu'au bout du monde
- Pirates des Caraïbes : La Fontaine de Jouvence
- Pirates des Caraïbes : La Malédiction du Black Pearl
- Pirates des Caraïbes : Le Secret du coffre maudit
- Pirates des Caraïbes : La Vengeance de Salazar
- Priscilla, folle du désert
- Radin !
- Ralph 2.0
- RRRrrrr!!!
- Scary Movie
- Scott Pilgrim : quand les mots « The end » apparaissent, Scott détruit le texte et fait tomber des pièces.
- Sexcrimes : scènes qui ont eu lieu au cours du film mais n'ont pas été montrées, comme coupées au montage.
- Sexe entre amis
- Sexy Dance 3D : Finger-tutting (en).
- Shang-Chi et la Légende des Dix Anneaux
- Shazam!
- Shazam! La Rage des Dieux
- SOS Fantômes : L'Héritage
- Space Movie
- Spider-Man: Far From Home
- Spider-Man: Homecoming
- Spider-Man: No Way Home
- Suicide Squad
- Super Mario Bros., le film
- Suprêmes
- Terminator Genisys
- Terrible Jungle
- The Amazing Spider-Man
- The Flash
- The Marvels
- The Suicide Squad
- Thor
- Thor : Le Monde des ténèbres
- Thor: Love and Thunder
- Thor : Ragnarok
- Tout le monde debout
- Transformers
- Trap
- Uncharted
- Vaiana : La Légende du bout du monde
- Venom
- Venom: Let There Be Carnage
- Venom: The Last Dance
- Veronica Mars
- Very Bad Trip : des photos de la soirée que les héros du film ont oublié.
- Very Bad Trip 3 : après le mariage, Phil, Stu, Alan et Cassie se réveillent dans leur chambre d'hôtel, complètement détruite. Stu a des seins.
- Wolverine : Le Combat de l'immortel
- Wonder Woman 1984
- X-Men: Apocalypse
- X-Men: Days of Future Past
- X-Men : L'Affrontement final
- X-Men Origins: Wolverine : La scène post-générique varie selon la version du film :
  - La plus répandue est : dans un bar au Japon, Wolverine boit au comptoir et dialogue avec la serveuse[5].
  - Le Commandant Stryker, errant sur un chemin est rattrapé par une voiture de la police militaire, dont le conducteur l'informe qu'il est convoqué dans le cadre de l'enquête sur le meurtre du Général Mulhouse.
  - Une main bouge sous les décombres de la centrale nucléaire de Three Mile Island, cherchant à saisir la tête décapitée de l'Arme XI. Deadpool ouvre les yeux.
- Y a-t-il un pilote dans l'avion ?